# دوري جزر العذراء الأمريكية لكرة القدم 2016–17
دوري جزر العذراء الأمريكية لكرة القدم 2016–17 هو موسم من دوري جزر العذراء الأمريكية لكرة القدم. فاز فيه Raymix SC ‏.